# Friedenssäule (Oldenburg)

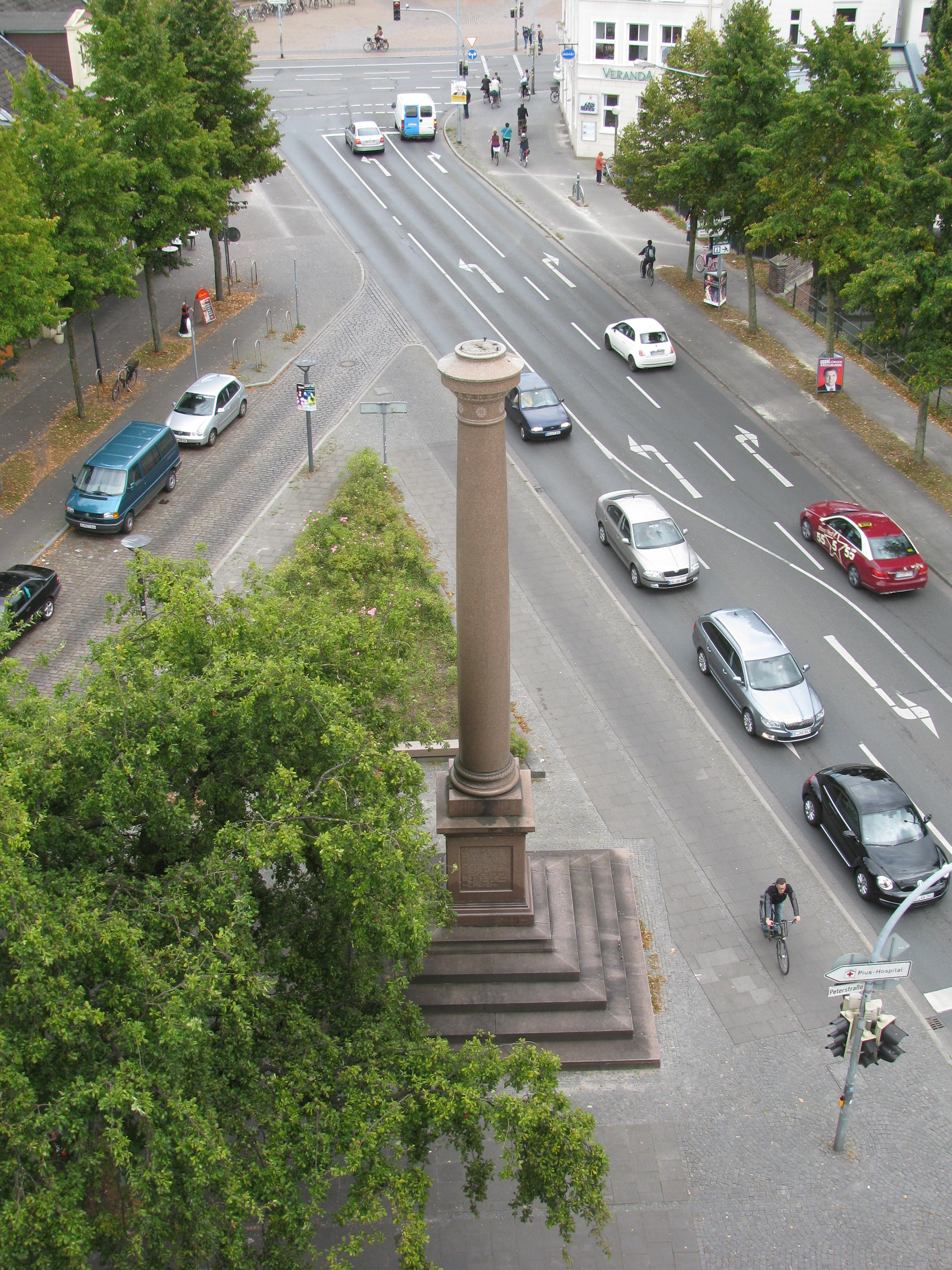
Friedenssäule Oldenburg

Die Friedenssäule ist ein Denkmal, das in Oldenburg in Niedersachsen steht. Die Säule wurde 1878 in Gedenken an die Opfer des Deutsch-Französischen Krieges von 1870 bis 1871 errichtet. 
Ursprünglich stand auf der 6,5 Meter hohen Säule eine Victoria aus Bronze. Während des Zweiten Weltkriegs wurde sie am 10. Juli 1943 heruntergeholt und eingeschmolzen. Drei CDU-Angehörige ließen am 30. Mai 1986 in einer „Nacht- und Nebel-Aktion“ wieder eine Victoria auf der Säule aufstellen, die durch die Stadtverwaltung am 4. Juni 1986 entfernt wurde. Es war eine 3,6 Meter hohe Konstruktion aus Leinen und Styropor, die durch einen Leimanstrich wetterfest gemacht wurde und vom Bühnenbildner des Staatstheaters Oldenburg geschaffen wurde. Die Demontage erfolgte, weil die Friedenssäule nicht für Werbezwecke politischer Parteien verwendet werden durfte.